# المرأة في البوذية

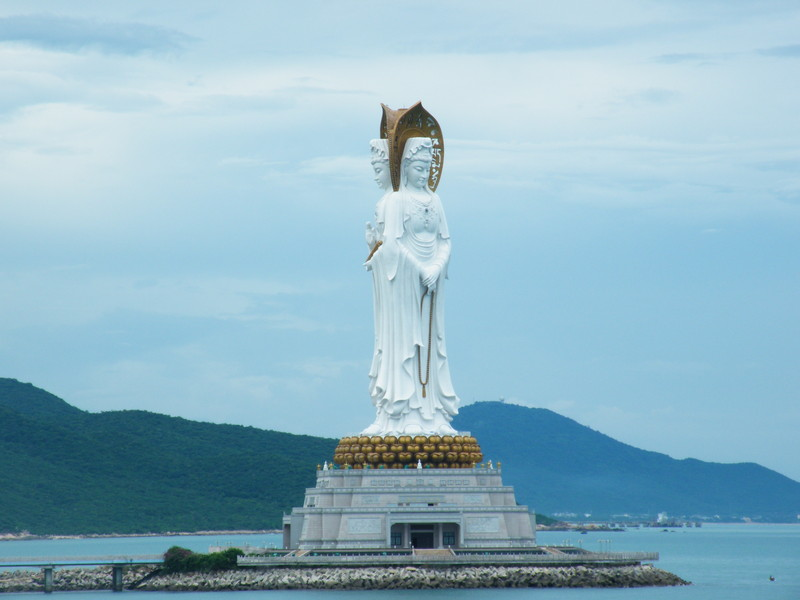
تمثال غوان يين، والذي يعد أكبر تمثال لإمرأة في العالم.

إن موضوع المرأة في البوذية يمكن تناوله من جهات نظر متنوعة، بما في ذلك علم اللاهوت والتاريخ والأنثروبولوجيا والحركة النسوية.
وتشمل مصالح آنية اللاهوتية حالة المرأة، ومعاملة المرأة في المجتمعات البوذية وفي البيت وفي الأماكن العامة، وتاريخ المرأة في البوذية، ومقارنة لتجارب النساء عبر مختلف أشكال البوذية، كما في الأديان الأخرى، وتجارب المرأة البوذية تتنوع إلى حد كبير.
من تعاليم بوذا أن تكون الزوجة مطيعة لزوجها (05:33)، كما من تعاليمه أيضاً أنه ينبغي على الأزواج أن يحترموا زوجاتهم.
اتفق بعض الباحثين من العلماء مثل فاورى برنارد وميراندا شو على أن التعاليم البوذية في بدايتها كانت تتصدى لقضايا الجنسين بشكل كبير وتعطيه اهتماماً كبيراً.

## ما قبل البوذية
كانت المصفوفة الاجتماعية التي نشأت فيها الديانة البوذية من المنظومات التي تضع المرأة في وضع أدنى من الرجل في هذا الصدد المجتمع الهندي الذي لم يختلف جذريا عن ما كان الوضع عليه في المجتمعات الأخرى، حيث أن في البوذية قد تغيرت فكرة تعامل المرأة في كثير من النواحي وأصبحت بالفعل أكثر تحرراً مع ظهور البوذية.
الديانة الهندوسية في وقت بوذا كانت عنصرية تجاه الانثى إلى حد ما، فقد كان على الأنثنى ان تكون في كنف والدها أو زوجها أو أخيها ويجب أن تخضع لطوعهم مجملا، وليس لها أن تكون مستقلة بأي شكل من الأشكال.
لقد تم اعلان الرسالة البوذية لتكون عالمية ولتتدخل في المجتمعات بشتى أشكالها وطرقها، فقد استثنت العنصرية على حساب الجنس أو اللون أو العرق أو الدين، لذا فقد أعطت البوذية للنساء الحق في الرهبنة والتشارك الروحي مع الرجال والقيام بأمور الدين المختلفة كالصلاة والتعبد (وإن لم تكن البوذية ديانة تعبدية ولكنها تعتمد أكثر على التأمل في حقيقة الكون).

## في البوذية المبكرة
كان ان مؤسس البوذية غاوتاما بوذا يسمح للمرأة الانضمام إلى المجتمع الرهباني كعضو كامل العضوية والمشاركة في ذلك، على الرغم انه كان هناك بعض الشروط التي وضعها بوذا لتتمثل المرأة البوذية في المجتمع الرهباني، وهذا ما تم بيانه في المجلس البوذي الأول.
كانت البوذية المبكرة بشكل عام تقوم بفرض السيطرة من قبل الرهبان على الراهبات.
تقول الباحثة ديانا بول أنه ووفقا للنظرة التقليدية للمرأة في «وقت البوذية المبكرة» أن كان دور المرأة أقل شأنا من الرجل، ويقول باحثين آخرين أنه قد ظهر «سلالة كارهة» وجدت في الحقبة المبكر للبوذية الهندية، لكن على الرغم من وجود بعض المذاهب الكارهة بوضوح لدور المرأة لا يعني أن «البوذية الهندية» القديمة بأسرها كانت كارهة.
فسر بعض المعلقين على تعاليم «غوتاما بوذا»، أنه أظهر المرأة كمسؤولة عن سقوط الجنس البشري، إلا أن تفسير البوذية على غير العموم يظهر المرأة على كونها الشهوة بشكل عام.
ومع ذلك، على الرغم من بعض الصور أقل إيجابية للمرأة في «البوذية المبكرة»، هناك أيضا أمثلة في «بيتكا سوتا ثيرافادا» توحي بأن مفهوم التمايز بين الجنسين يمكن أن يكون عائقا أمام تحقيق السكينة، أو التنوير.

## التحصيل الروحي للمرأة
تختلف المدارس والتقاليد البوذية الآراء فيما يتعلق بإمكانية الإنجازات الروحية لدى المرأة، كما أن علماء النسوية من الباحثين الغربيين والشرق أوسطيين لا يقدموا فكرة شافية ومحايدة وغالبا ما يكون ذلك بسبب سوء الترجمة عن المصادر الأصلية، في الغالب تكون فكرة البوذية عن البلوغ الروحي للمرأة لا تكون مساوية للرجل بل لدرجة أقل.

### حدود المرأة في الترقي الروحي
في التقاليد البوذية في العموم تكون مناصب السلطة الدينية انعكاسا للإنجازات الروحية التي يقدمها الفرد. فعلى سبيل المثال، الآلهة يعيشون في عالم أعلى من الإنسان وذلك يكون على سبيل مستوى معين من بلوغ الروحي.
المرأة في البوذية يواجهها العقبات الخمسة إلا وهي لا يمكنها أن تصبح ملك براهما أو ساكرا أو بوذا. وهذا يستند إلى بيان «غاوتاما بوذا» في البوداتوكا-سوتا من نيكايا ماجهيما في «بالي الكنسي» أنه «من المستحيل على المرأة أن تكون واحدا من المستنيرين»

### حدود المرأة في البوذوية
البوذوية بشكل عام في البوذية هي حالة التنوير الأمثل، لذلك فمصطلح 'بوذا' عادة ما يشير إلى الشخص الذي أصبح مستنيرا (أي تيقظ إلى معرفة الحقيقة، أو دارما).على حسب المذهب البوذي فإن المستوى الذي تتطلبه هذا الحالة من التجرد عن مظاهر الحياة العادية (ممارسة الزهد) يتراوح من لا شيء على الإطلاق إلى الشرط المطلق.
بالنسبة للبوذية المبكرة والبوذية في العصور الوسطى، فعلى الرغم من أن النصوص البوذية المبكرة مثل مقطع (بيتكا فينيا كانون بالي كولافاجا) تحتوي على كلمات من غاوتاما بوذا يتحدث عن حقيقة كون المرأة انه يمكنها تحقيق التنوير، إلا أن في الواقع يصعب (بل يستحيل) على المرأة الوصول للبوذوية، وهذا ما تم تطبيقه في أرض الواقع أنه لا يمكن للمرأة أن تصل للبوذوية.
في القرن العشرين وصلت الراهبة تنزين بالمو التابعة للمدرسة البوذية التبتية إلى حالة التنوير، وذكرت «لقد جعلت من نذري تحقيق التنوير في شكل الإناث – بغض النظر كم من العمر استغرق تحقيق هذا»

### عائلة التولكو
في القرن الخامس عشر الميلادي، كانت الأميرة شوكي-درونمي قد اعترفت بوصفها تجسيدا لإله التأمل، وانها بوذا الإناث، وأصبحت تعرف بعد ذلك باسم سامدينج فاجمو دورجي.
مثال آخر في عائلة التولكو، كانت الأميرة شوغسب جوستان وكانت تبجل بصفتها أحد المعلمين، وهي أحد المعلمين في القرن العشرين، وقد توفت في عام 1953 عن عمر يناهز 101، وقد كان ينظر لها في دائما كواحدة من أكثر النساء نفوذا في تاريخ الروحية التبتية.

## تصنيف النساء في البوذية
تم ممارسة تصنيف النساء في الديانة البوذية في عدة مناطق في شرق آسيا، ويجري إحياؤها في بعض البلدان مثل سري لانكا، وبدأت تنتشر في بعض البلدان الغربية التي دخلتها البوذية مؤخرا، مثل الولايات المتحدة.

## الزواج والحياة الأسرية
من ضمن تعاليم غواتما بوذا بعض منها يعتبره الباحثون أمر حسن ولكن ينتقدون فيه أشياء كثيرة متعلقة بموضوع الزواج، فمض ضمن تلك التعاليم الحسنة هي الدعوة إلى المحبة والتسامح والتعامل بالحسنى والتصدق على الفقراء وترك الغنى والترف وحمل النفس على التقشف والخشونة وفيها تحذير من الجنس الغير منضبط (الزواج غير الشرعي كالزنا) والمال والترغيب في البعد عن الزواج والدعوة إلى الرهبنة.
بالإضافة إلى ذلك، فقد صرح بوذا في تعاليمه أن الرذائل ترجع إلى أصول ثلاثة:
1. الاستسلام للملاذ والشهوات.
2. سوء النية في طلب الأشياء.
3. الغباء وعدم إدراك الأمور على وجهها الصحيح.

لذلك فنرى معظم تعاليم بوذا تحث لى الرهبنة والتوحد والبعد عن الناس وقد أزداد هذا بالأمر بالتقشف وإدارك التأمل، لذا فلا نرى في التعاليم البوذية كثيرا ما يقال عن الزواج وأحكام الزواج ووضع المرأة في كونها زوجة.